# غوس كاليو
غوس كاليو (بالفنلندية: Gus Kallio)‏ هو مصارع محترف فنلندي، ولد في 1892 في هلسنكي في فنلندا، وتوفي في 2 مارس 1962 في مونرو في الولايات المتحدة بسبب إصابة بعيار ناري.